# Hrvatska stranka prava
Die Hrvatska stranka prava (Kroatische Partei des Rechts), kurz HSP, ist eine als national-konservativ, rechtsextrem, faschistisch bzw. neofaschistisch oder extrem nationalistisch eingestufte Partei in Kroatien.
Von größerer Bedeutung war die Partei nur zu Zeiten der österreich-ungarischen Monarchie. Sowohl im Königreich Jugoslawien (1918–1941) als auch im demokratischen Mehrparteiensystem des heutigen Kroatien war bzw. ist die HSP eine wenig bedeutende Splitterpartei am rechten Rand des politischen Spektrums.

## Geschichte

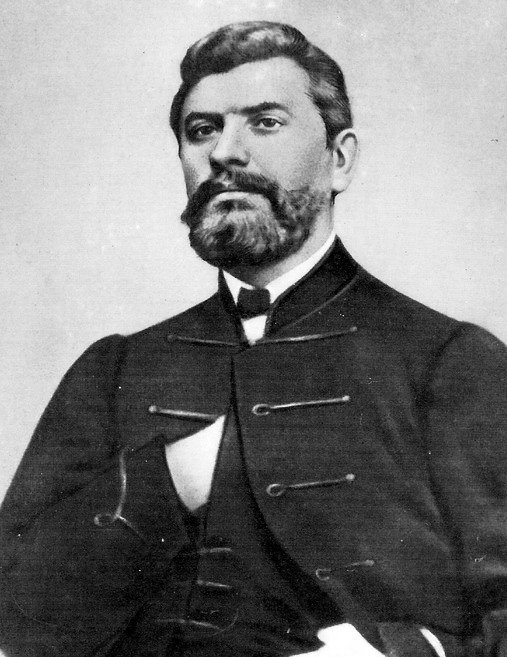
Ante Starčević

Die HSP beruft sich historisch auf eine gleichnamige, 1861 von Ante Starčević und Eugen Kvaternik gegründete Partei, die Verbindungslinien zwischen beiden Gruppierungen sind aber kaum erkennbar. Ursprüngliches Ziel der Partei Starčevićs und Kvaterniks war die weitgehende politische Selbständigkeit Kroatiens, das eine nur durch Personalunion mit Österreich-Ungarn verbundene konstitutionelle Monarchie werden sollte. Mit den Rechten im Namen der Partei waren die traditionellen Rechte der kroatischen Stände gemeint, die die Partei des Rechts als Rechte der gesamten kroatischen Nation interpretierte, die von der österreichischen und ungarischen Regierung missachtet würden, und die sie als Grundlage der von ihr geforderten staatlichen Selbständigkeit betrachtete.
Die Vorgängerpartei wurde 1871 nach mehreren Verboten und der Beteiligung an der erfolglosen Revolte von Rakovica von Starčević neu organisiert. In den 1880er Jahren wurde die Partei des Rechts zur wichtigsten Oppositionspartei im kroatischen Sabor. Seit den 1890er Jahren kam es zu mehreren Spaltungen der Partei, die sich neben anderen ideologischen und persönlichen Streitigkeiten vor allem am Streit um die Frage entzündeten, in welcher politischen Konstellation Kroatien am besten eine möglichst weitgehende Selbständigkeit erringen könnte. Die einen hielten eine Reform der österreichisch-ungarischen Monarchie für aussichtslos und befürworteten deshalb ein Bündnis aller von dieser unterdrückten Völker gegen sie, in dessen Rahmen die Kroaten auch mit Serben und Slowenen zusammenarbeiten sollten, und näherten sich damit der Bewegung des Jugoslawismus an. Die anderen wollten ein selbständiges Kroatien innerhalb der österreichisch-ungarischen Monarchie durch möglichst enge Zusammenarbeit mit der Krone erreichen und unterstützten deshalb auch die imperialistische Außenpolitik Österreichs in Südosteuropa.

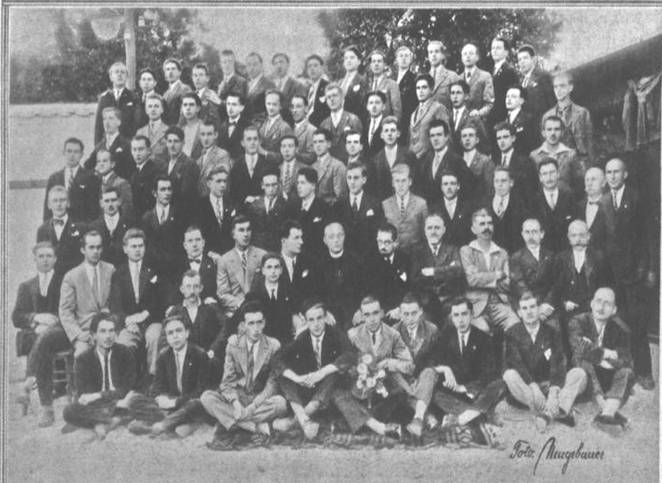
Delegierte des II. Landeskongresses der HSP-Jugendorganisation HPRO (Hrvatske pravaške republikanske omladine) am 2. September 1928 in Zagreb

Im 1918 entstandenen Königreich der Serben, Kroaten und Slowenen gingen die projugoslawischen Nachfolgeparteien der vormaligen HSP in den jugoslawisch-föderalistisch orientierten bürgerlichen Parteien auf, während die antijugoslawischen Gruppen wieder den Namen HSP ohne weitere Zusätze annahmen und als radikale Opposition gegen den serbischen Hegemonismus im gemeinsamen Staat kämpften. Dabei erlangte die HSP jedoch im Vergleich zur damals das politische Leben Kroatiens dominierenden Kroatischen Bauernpartei nur begrenzte Bedeutung. Zu Beginn der Königsdiktatur 1929 wurde die HSP wie alle politischen Parteien in Jugoslawien verboten. Unter Leitung von Ante Pavelić organisierte der militante Parteiflügel nach dem Verbot im Untergrund die faschistische Ustascha-Bewegung, die während des Zweiten Weltkriegs von 1941 bis 1945 den Unabhängigen Staat Kroatien regierte. Als nach dem Zweiten Weltkrieg die Kommunistische Partei Jugoslawiens einen Einparteienstaat errichtete, wurde neben der Ustascha-Bewegung auch die Neu- oder Wiedergründung wie auch immer gearteter Parteien verboten, im Exil existierten jedoch verschiedene Nachfolgeorganisationen fort.

## Gegenwart
Zu Beginn der 1990er Jahre wurde die heutige HSP, von der damaligen Hauptfigur des kroatischen Neofaschismus Dobroslav Paraga, gegründet. Sie war seit den ersten freien Parlamentswahlen 1990 im kroatischen Sabor vertreten, konnte jedoch zahlenmäßig nur begrenzte Bedeutung erlangen. Die Partei war damals extrem nationalistisch orientiert und knüpfte offen an die Ideologie der Ustascha-Faschisten an.
Während des Kroatien-Kriegs war die HSP an der Gründung der paramilitärischen „Kroatischen Verteidigungskräfte“ (Hrvatske obrambene snage, HOS) beteiligt, die im November 1991 von Tudjman in die kroatische Armee integriert wurden. In dieser Kampfgruppe waren Söldner aus ganz Europa, u. a. deutsche und österreichische Rechtsextremisten organisiert. Mit ihrer Abkürzung HOS und ihrem Auftreten erinnerten sie an die ab 1944 gültige offizielle Bezeichnung der regulären Streitkräfte des Ustascha-Staates, Hrvatske oružane snage. Bis zum Fall von Vukovar arbeitete die regierende Hrvatska demokratska zajednica mit der HSP zusammen, danach wurden die Führer von HSP und HOS zeitweise unter der Anklage terroristischer Aktivitäten inhaftiert. Zu diesem Zeitpunkt spaltete sich Dobroslav Paraga, einer der Gründer der neuen HSP, von der Parteifraktion um Anto Đapić ab, und gründete 1995 die „HSP 1861“.
Nach den Parlamentswahlen 2003, bei denen sie 6,4 % der Stimmen erreichte, war sie bis zu den Parlamentswahlen 2007 mit acht Sitzen im Sabor vertreten.
Bei den Parlamentswahlen 2007 verlor die Partei massiv an Stimmen und war von 2007 bis 2011 nur noch mit einem Sitz im Sabor vertreten. Seit 2009 ist Daniel Srb Parteivorsitzender.
2011 verlor die Partei auch ihren letzten Sitz. Eine weitere HSP-Abspaltung, die 2009 gegründete Hrvatska stranka prava dr. Ante Starčević, zog mit einer Abgeordneten (Ruža Tomašić) in den Sabor ein.
Mit Mirko Duspara stellt die „ursprüngliche“ HSP seit 2005 den Bürgermeister von Slavonski Brod.